# Vítor Vinha
Vítor Simões da Vinha (Oliveira de Frades, 11 novembre 1986) è un ex calciatore portoghese, di ruolo difensore.

## Carriera

### Club
Ha giocato nella massima serie dei campionati portoghese e cipriota.